# The Completion Backward Principle
The Completion Backward Principle è il quinto album in studio del gruppo The Tubes. È il primo album del gruppo per la Capitol Records. È stato accompagnato da un video musicale omonimo, sebbene non contenga tutti i brani dell'album. Si tratta di un concept album presentato come un documento motivazionale aziendale. L'album contiene due singoli di successo, "Don't Want to Wait Anymore" e "Talk to Ya Later".

## Storia
Dopo l'uscita del loro quarto album in studio, Remote Control e dopo aver trascorso del tempo a filmare e registrare per Xanadu e la sua colonna sonora, i Tubes si ritrovarono licenziati dall'etichetta discografica A&M. Il gruppo trascorse gran parte del 1980 alla ricerca di una nuova etichetta, trovando infine la Capitol Records tramite Bobby Colomby dei Blood, Sweat, & Tears. A quanto pare, il loro contratto di tre album con la Capitol consentiva all'etichetta di licenziare i Tubes se uno qualsiasi dei tre dischi non avesse avuto successo commerciale. Colomby affermò che la band aveva bisogno di un nuovo produttore per raggiungere il successo commerciale che stavano cercando e alla fine presentò il gruppo a David Foster. Foster, che aveva appena prodotto I Am degli Earth, Wind & Fire, accettò di produrre il gruppo. Qualche tempo dopo, il cantante Fee Waybill affermò di aver trovato un disco motivazionale degli anni '50 in un negozio di dischi e di aver utilizzato il discorso di vendita come concetto centrale per il successivo album della band. "La tecnica di vendita era che 'l'immaginazione crea la realtà', che a quanto pare era una metafora per qualcuno come me, che è cresciuto cantando canzoni dei Beatles in casa morendo dalla voglia di far parte di una band", ha detto Waybill in interviste successive. Le note di copertina della rimasterizzazione del 2011 affermano che il dsico venne trovato dal tastierista Michael Cotten.

## Registrazione
Nelle note di copertina della rimasterizzazione del 2011, Brett Milano afferma che l'approccio della band alla registrazione era "fare un album di canzoni memorabili e autonome; non una colonna sonora per lo spettacolo dal vivo". Foster ha avuto un ruolo nella definizione del suono dei brani della band, arrivando a essere co-autore di "Amnesia", "Don't Want To Wait Anymore" e "Let's Make Some Noise". Foster aveva anche il controllo su quali canzoni includere nell'album, scegliendo di tagliare, tra le altre, la traccia "Sports Fans" (che sarebbe poi diventata un punto fermo dei concerti prima di essere inclusa nella rimasterizzazione del 2011). Inoltre, Foster supervisionò meticolosamente il processo di registrazione. Mentre Rundgren permetteva alla band di utilizzare tutte le take di cui avevano bisogno, Foster avrebbe preteso la quasi perfezione dalle esibizioni del gruppo. Noto per la sua tendenza a mandare a casa i musicisti della band e a sostituirli con musicisti di sessione quando non riuscivano a esibirsi al livello desiderato, Foster inizialmente incluse altri coristi, come Colomby e Bill Champlin.
Degna di nota nella tracklist dell'album è "Mr. Hate", un brano fortemente ispirato all'allora presunto assassino Mark McDermand. Il brano fu scritto in un periodo in cui McDermand sembrava essere un uomo innocente e come tale il testo dipinge il personaggio come un antieroe piuttosto che come un vero e proprio cattivo. Nel 1984, McDermand era stato condannato per due capi d'accusa di omicidio. Il nome della canzone deriva da un biglietto trovato sulla scena del crimine per il quale McDermand fu condannato, firmato "Mr. Hate".
Dopo quella che sarebbe dovuta essere la conclusione delle sessioni di registrazione presso gli studi Record One, Foster ebbe la sensazione che all'album mancasse un vero singolo. Inizialmente la band suggerì "Let's Make Some Noise" e "What's Wrong With Me", ma Foster relegò i brani rispettivamente a un estratto dell'album e a un lato B. Foster coinvolse Steve Lukather, chitarrista dei Toto. Lukather, Foster, Waybill e Prairie Prince registrarono "Talk to Ya Later" in un solo giorno. Il titolo e il ritornello furono ispirati dall'ingegnere del suono Humberto Gatica, che rispose alle domande della band con questa frase. Per costruire un altro singolo dell'album, Foster apportò anche delle modifiche a "Don't Want To Wait Anymore". Un membro della band anonimo nelle note di copertina del 2011 disse "il grande finale corale che ti prende a calci in culo, quella era una sua idea e la modulazione alla fine".

## Edizione
L'album presentava un'estetica elegante e minimalista, con la band presentata come "Tubes" solo sulla copertina, la quale mostrava solo un pezzo di tubo in PVC a forma di T che proiettava un'ombra su uno sfondo blu. Il design e il packaging dell'album parodiavano anche il crescente corporativismo americano, con foto dei membri della band in abiti da lavoro e note dell'album che li pubblicizzavano come "The Tubes Group", con uno slogan di "credibilità, crescita, direzione". I crediti degli artisti includevano umoristicamente ruoli come "Analisi", "Motivazione" e "Politica aziendale".
Sul retro della copertina, tra i testi delle canzoni dell'album, è stampato il testo della traccia non presente nell'album "Tubes Talk". La traccia è un'introduzione parlata (letta da Fee Waybill) che precedeva la canzone non presente nell'album "What's Wrong With Me".

## Accoglienza
L'album fu accolto positivamente dalla critica e all'epoca fu l'album più venduto del gruppo. La prima uscita dell'album e la prima hit da top 40, "Don't Want to Wait Anymore", raggiunse la posizione numero 35 per due settimane nella classifica Billboard Hot 100 statunitense e per una settimana nella Cashbox Top 100. Raggiunse anche la posizione numero 22 nella classifica Billboard Hot Mainstream Rock Tracks. "Talk to Ya Later" raggiunse la posizione numero 7 nella classifica Billboard Hot Mainstream Rock Tracks. Rimase anche per cinque settimane nella classifica Billboard Bubbling Under, raggiungendo la posizione numero 101 e venne prodotto anche un video musicale per la canzone.
Tuttavia, internamente, la situazione era tesa. Dopo che "Talk to Ya Later" si rivelò un enorme successo nonostante l'assenza di un contributo da parte della maggior parte della band, Foster intendeva portare il gruppo in una direzione simile, con l'album successivo, Outside Inside, che vedeva ancora più turnisti e autori ospiti rispetto a prima, incluso il ritorno di Lukather. Queste tensioni avrebbero portato alla frammentazione e al temporaneo scioglimento del gruppo nel 1985, dopo l'album di debutto solista di Waybill e il fallimento di Love Bomb, prodotto da Rundgren.

## Tracce
Lato A
1. Talk To Ya Later – 4:50 (The Tubes, David Foster, Steve Lukather)
2. Sushi Girl – 3:08 (The Tubes)
3. Amnesia – 4:46 (The Tubes, David Foster)
4. Mr. Hate – 3:42 (The Tubes)
5. Attack of the Fifty Foot Woman – 3:22 (The Tubes, Michael Snyder)

Lato B
1. Think About Me – 3:16 (The Tubes)
2. A Matter of Pride – 3:54 (The Tubes)
3. Don't Want to Wait Anymore – 4:16 (The Tubes, David Foster)
4. Power Tools – 4:03 (The Tubes)
5. Let's Make Some Noise – 3:42 (The Tubes, David Foster)